# Bugsy Malone
Bugsy Malone is een Britse komische filmmusical uit 1976 van debuterend regisseur Alan Parker. De hoofdrollen worden gespeeld door Britse en Amerikaanse kindacteurs, onder wie Scott Baio (bekend van de serie Happy Days) en Jodie Foster (die kort tevoren te zien was in Taxi Driver).
De film gaat over de opkomst van gangster Bugsy Malone en de machtsstrijd tussen Fat Sam en Dandy Dan. Bugsy Malone won drie van de acht nominaties bij de 30e uitreiking van de British Academy Film Awards. In 2003 werd de film door kijkers van Channel 4 op de 19e plaats gezet in een top 100 van beste musicals.

## Rolverdeling
| Acteur               | Personage                          |
| -------------------- | ---------------------------------- |
| Scott Baio           | Bugsy Malone                       |
| Jodie Foster         | Tallulah                           |
| John Cassisi         | Fat Sam                            |
| Florrie Dugger       | Blousey                            |
| Bonnie Langford      | Lena Marelli (als Bonita Langford) |
| Dexter Fletcher      | Baby Face                          |
| Martin Lev           | Dandy Dan                          |
| Andrew Paul          | O'Dreary                           |
| Albin Humpty Jenkins | Fizzy (als 'Humpty' Albin Jenkins) |
| Paul Chirelstein     | Smolsky                            |
| Paul J. Murphy       | Leroy Smith                        |
| Davidson Knight      | Cagey Joe                          |
| Sheridan Russell     | Knuckles (als Sheridan Russell)    |